# Clark
Clark je priimek več oseb:
- Alan Clark (1928—1999), angleški (britanski) politik, publicist in aktivist
- Alvan Clark (1804—1887), ameriški astronom in optik
- Alvan Graham Clark (1832—1897), ameriški astronom
- Benjamin Clark (1939—2007), ameriški igralec in režiser
- Colin Clark (1905—1989), angleški ekonomist
- Colin Clark (1932 – 2002), angleški publicist
- Dane Clark (1912—1998), ameriški igralec
- Gene Clark (1944—1991), ameriški glasbenik
- George Philip Clark, britanski general
- Helen Clark (*1950), nekdanja novozelandska premierka
- Henry James Douglas Clark, britanski general
- Jim Clark (1936—1968), britanski dirkač Formule 1
- Joe Clark (*1939), nekdanji kanadski premier
- John George Walters Clark, britanski general
- Kenneth Bancroft Clark (1914—2005), ameriški psiholog
- Kenneth Clark (1903—1983), britanski umetnostni zgodovinar in publicist o zgodovini civilizacije
- Laurel Blair Salton Clark (1961—2003), ameriška astronavtka
- Laurence Owen Clark, britanski general
- Mary Higgins Clark (1927—2020), ameriška pisateljica
- Petula Clark (*1932), angleška pevka in igralka
- Susan Clark (*1940), kanadsko-ameriška igralka
- Wesley Kanne Clark (*1944), ameriški general, nekdanji poveljnik enot na Kosovu